# 石巻神社

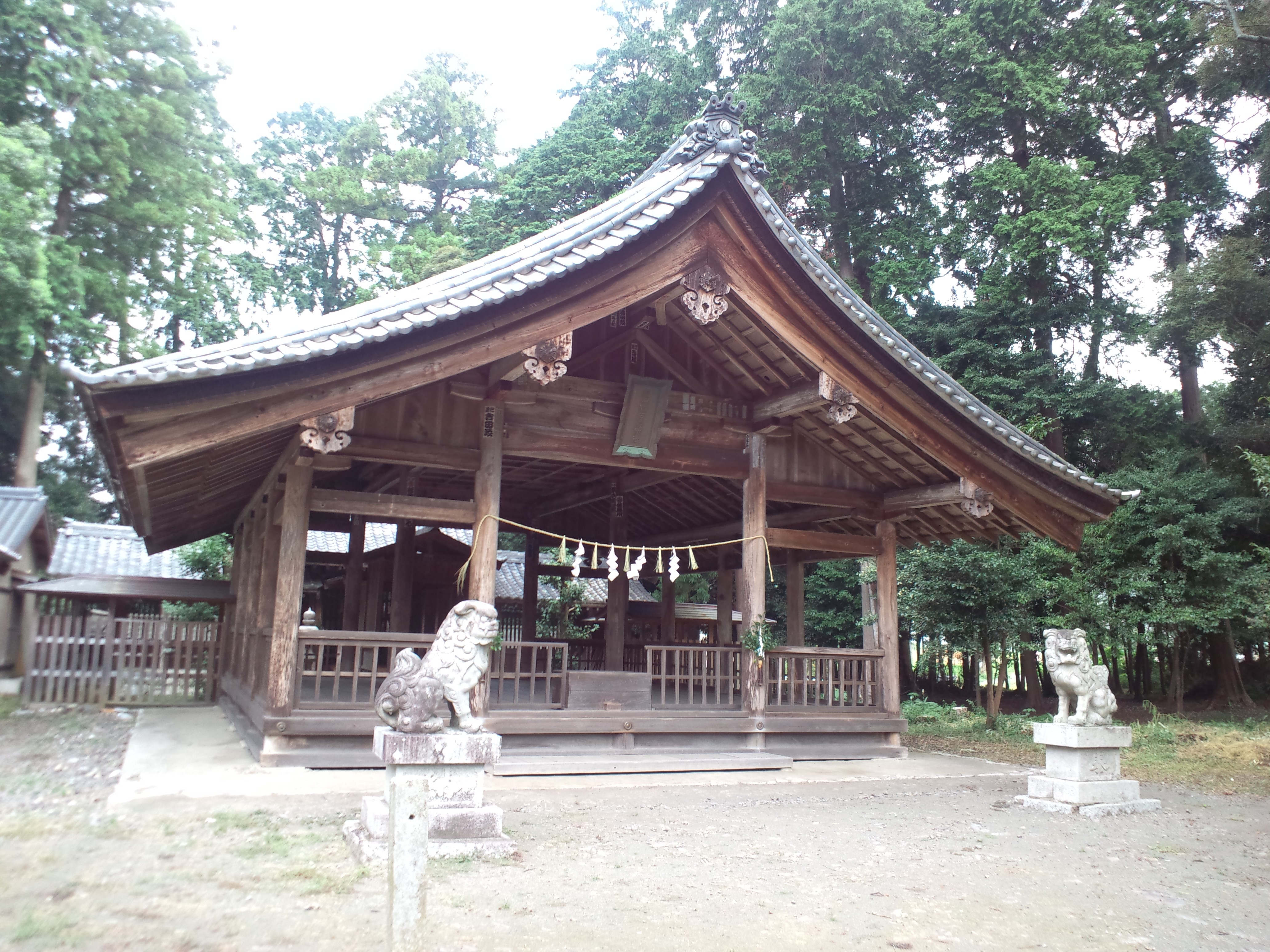
里宮拝殿

石巻神社（いしまきじんじゃ）は、愛知県豊橋市石巻町にある神社である。
式内社（三河国八名郡石巻神社）。旧社格は郷社であり、三河国四宮とされる。

## 概要
創建時期は不明。孝安天皇または推古天皇の時代の創建ともいわれている。元々は石巻山自体が信仰の対象と推測される。
吉田城の鬼門にあたるため、吉田城築城以来、歴代城主の信仰を受けていたという。
石巻山の中腹の奥宮（上神社）と山里の里宮（下神社）に分かれている。奥宮では管粥祭、里宮では鬼祭が行われる。

## 祭神
大己貴命

## 祭り

### 管粥祭（くだがゆまつり）
旧暦1月15日（新暦では2月上旬）に、石巻神社奥宮で行われる、農作物の豊凶を占う神事。
神主が祝詞を奉読して、釜戸の護摩木に火打石で火をつけ、粥を鍋で炊く。沸騰した粥に作物の名を記した18本の葦の管を鍋に入れ、榊の枝でかき混ぜる。約1時間経過してから管を取り出し、管の中の粥の状態で農作物の豊凶を占う。

### 鬼祭（おにまつり）
毎年4月第1日曜日に、石巻神社里宮で行われる例祭。「粽（ちまき）祭り」「どぶろく祭り」ともいう。
源頼朝の病気回復祈願のお礼参りに鬼面が奉納された事からはじまったという。
参拝者にはちまきとどぶろくが振舞われる。この祭りの鬼は黒鬼と赤鬼であり、神の化身とされている。この黒鬼と赤鬼が境内を大暴れし、参詣者にタンキリ飴の入った白い粉をまき散らす。この粉を浴びると風邪をひかないという。尚、鬼から上手く逃げないと、一斗缶に入った大量の粉を頭から浴びせられることもある。

## 交通アクセス
- 豊橋駅（JR東海道本線・飯田線・名鉄名古屋本線）から豊鉄バス豊橋和田辻線「石巻登山口」バス停下車。